# Стилпень
Стилпень, Стилпені (рум. Stâlpeni) — село у повіті Арджеш в Румунії. Входить до складу комуни Стилпень.
Село розташоване на відстані 111 км на північний захід від Бухареста, 23 км на північ від Пітешть, 122 км на північний схід від Крайови, 83 км на південний захід від Брашова.

## Населення
За даними перепису населення 2002 року у селі проживали 1480 осіб. Рідною мовою 1478 осіб (99,9%) назвали румунську.
Національний склад населення села:
| Національність | Кількість осіб | Відсоток |
| -------------- | -------------- | -------- |
| румуни         | 1471           | 99,4%    |
| цигани         | 8              | 0,5%     |